# NGC 4146
NGC 4146 ist eine Balken-Spiralgalaxie vom Hubble-Typ SBab im Sternbild Coma Berenices am Nordsternhimmel. Sie ist schätzungsweise 291 Millionen Lichtjahre von der Milchstraße entfernt.
Das Objekt wurde am 6. April 1785 von Wilhelm Herschel entdeckt.